# Secret of the Wings
Secret of the Wings (bra: Tinker Bell - O Segredo das Fadas) é um filme de animação produzido pela DisneyToon Studios e lançado em DVD e Blu-ray em 2012. Secret of the Wings é uma continuação de Tinker Bell and the Great Fairy Rescue, lançado em 2010, e faz parte da franquia Disney Fadas. Uma sequência direta, chamada The Pirate Fairy, foi lançada em 2014.

## Sinopse
O Bosque do Inverno é um lugar dominado pelo frio e o gelo. Apesar da proibição de entrar no local, Tinker Bell decide se aventurar, quando um evento estranho ocorre: suas asas começam a brilhar como o fogo. Enquanto ela tenta descobrir o motivo desta transformação, ela conhece Periwinkle, uma fada que é muito parecida com ela mesma. 

## Elenco
- Mae Whitman - Tinker Bell
- Timothy Dalton -  Lorde Milori
- Lucy Hale - Periwinkle
- Pamela Adlon - Vidia
- Lucy Liu - Silvermist
- Kristin Chenoweth - Rosetta
- Raven-Symoné - Iridessa
- Angela Bartys - Fawn
- Rob Paulsen - Bobble
- Jeff Bennett - Clank
- Jesse McCartney - Terence

## Música
A trilha-sonora de Secret of the Wings foi composta por Joel McNeely, que também compôs a música dos filmes anteriores. O grupo feminino McClain Sisters interpretou uma música chamada The Great Divide para o filme. A música foi lançada como um single, recebendo um videoclipe.
Disney Fairies: Faith, Trust and Pixie Dust, um álbum com músicas da franquia Disney Fadas, foi lançado em 16 de outubro de 2012.
1. "The Great Divide" - McClain Sisters
2. "We'll Be There" - Thia Megia
3. "Dig Down Deeper" - Zendaya
4. "Gift of a Friend" - Demi Lovato
5. "Fly to Your Heart" - Selena Gomez
6. "How to Believe" - Bridgit Mendler
7. "Let Your Heart Sing" - Katharine McPhee
8. "Shine" - Laura Marano
9. "Smile" - Sabrina Carpenter
10. "Magic Mirror" - Tiffany Thornton